# Buffles du Borgou FC
Der Buffles du Borgou FC ist ein beninischer Fußballverein aus Parakou. Aktuell spielt der Verein in der ersten Liga, der Championnat National du Benin.

## Geschichte
Der Verein spielt Ende der 70er Jahre in der Benin Premier League und ist der einzige Verein außerhalb von Cotonou und Porto-Novo, dem es gelang die nationale Meisterschaft zu gewinnen. Auch im Benin Cup war der Verein mehrmals erfolgreich. Durch die Erfolge konnte der Klub mehrmals sich für die afrikanischen Wettbewerbe qualifizieren, scheiterte aber in der ersten Spielrunde.

## Erfolge
- Beninischer Meister: 1980, 1992, 2014, 2017
- Beninischer Pokalsieger: 1979, 1982, 2001

## Trainerchronik
| Trainer           | Nation         | von               | bis               |
| ----------------- | -------------- | ----------------- | ----------------- |
| Xavier Bernain    | Frankreich     | 26. Oktober 2009  | 30. Juni 2010     |
| Harouna Hamidou   | Niger          | 18. Mai 2019      | 27. November 2019 |
| Akinyelu Akinsola | Nigeria        | 27. November 2019 | 20. Januar 2020   |
| Dramane Sanou     | Elfenbeinküste | 11. Oktober 2020  |                   |

## Statistik in den CAF-Wettbewerben
| Wettbewerb                          | Runde    | Gegner       | Hinspiel | Rückspiel |  |
| ----------------------------------- | -------- | ------------ | -------- | --------- |  |
|                                     |          |              |          |           |  |
| African Cup Winners’ Cup 1980       | 1. Runde | OC Agaza     | 1:2 (H)  | 3:5 (A)   |  |
| African Cup of Champions Clubs 1983 | 1. Runde | ASEC Abidjan | 1:4 (A)  | 2:1 (H)   |  |
| CAF Champions League 2015           | Vorrunde | FC Enyimba   | 0:3 (A)  | 0:1 (H)   |  |
| CAF Champions League 2018           | Vorrunde | ASEC Mimosas | 1:1 (H)  | 2:3 (A)   |  |
| CAF Champions League 2019/20        | Vorrunde | ASC Kara     | 1:1 (H)  | 0:1 (A)   |  |
| CAF Champions League 2020/21        | Vorrunde | MC Alger     | 1:1 (H)  | 1:5 (A)   |  |
| CAF Confederation Cup 2021/22       | 1. Runde | FAR Rabat    | 1:3 (A)  | 0:0 (H)   |  |

- 1993: Der Verein zog sich nach der Auslosung vom Wettbewerb zurück.